# 창원 다호리 고분군
창원 다호리 고분군(昌原 茶戶里 古墳群)은 대한민국 경상남도 창원시 의창구 동읍에 있는 철기시대의 고분군이다. 1988년 9월 3일 대한민국의 사적 제327호로 지정되었다.
선사시대부터 가야시대까지의 수많은 고분이 밀집되어 있는 유적이다. 1988년 3월 국립중앙박물관의 발굴조사를 통해 널과 함께 칠기 청동기 철기의 생활용품과 무기류들이 출토되어 기원전 1세기 삼한시대(三韓時代)의 역사와 문화를 밝혀 주었다.
이 유적에서 목재를 비롯한 여러 유물들이 거의 원형대로 남아 있었던 것은 수분이 많은 지형적 특징 때문이었다. 철새도래지로 유명한 주남저수지 같은 많은 습지(濕地)는 이러한 지형적 특징을 잘 보여 준다.
철기는 낙랑(樂浪)과의 교류를 다시 증명해 주었으며, 청동기와 철기의 이 지역의 가야사(加耶史)를 되살리고, 기원전부터 이 지역에서 고대국가의 형성이 시작되고 있었음을 보여 주고 있다.

## 개요
경상남도 창원시 의창구 동읍 다호리에 있는 고대국가 형성기의 고분이다. 구릉지와 저습한 평지의 지형관계로 목제품 유물의 보존이 가능한 지형이다.
조사에 의하면 대부분이 널무덤(목관묘)이며, 일부에서 독무덤(옹관묘)이 나타났다. 널무덤은 무덤구덩이(묘광)의 크기와 껴묻거리구덩이(부장갱)의 유무에 따라 3가지 유형으로 나뉜다. 이러한 3유형은 무덤 주인의 신분차이에 의한 것으로 보고 있다.
1호 목관묘에서 보이는 나무널은 지름 1m의 통나무를 세로로 쪼개어 속을 파서 만든 구유 모양으로, 우리나라 서북지방 나무널과 차이가 난다. 출토유물은 동검, 중국거울(한경)을 비롯한 청동기와 오수전, 철검, 손칼, 부어 만든 도끼(주조철부), 두드려 만든 판상철부 등 철기제품이 나왔다. 또한 칼집, 활, 화살, 합, 붓, 부채, 칠기와 민무늬토기, 와질토기가 출토되었다. 특히 중국 거울인 성운경과 중국 화폐인 오수전이 출토되어 다호리 고분이 서기 1세기 후반에서 기원전 1세기 사이의 유적임을 알려주고 있다. 다양한 철기와 중국계 유물의 출토로 보아, 이 지역의 철 생산을 바탕으로 중국·낙랑과 교역한 세력의 지배자 무덤으로 보여진다.
다호리 고분은 한국고대사의 공백기인 고대국가 형성시기에 대한 새로운 자료를 제공해 주고 있다. 또한 통나무를 파내고 만든 목널의 출토는 나무널에 대한 새로운 형태를 제시하였으며, 문자 생활의 증거인 붓과 가야금의 원조인 현악기 등이 나왔으며, 한편 오수전, 성운경을 통해 중국·낙랑과 활발한 교역을 하였음을 알 수 있는 유적으로 당시 문화상을 확인할 수 있는 자료로 평가된다.

## 참고 자료
- 창원 다호리 고분군 - 국가유산청 국가유산포털